# Salpichroa microloba
Salpichroa microloba är en potatisväxtart som beskrevs av S.H.K. Keel. Salpichroa microloba ingår i släktet Salpichroa och familjen potatisväxter. Inga underarter finns listade i Catalogue of Life.